# Герко Схредер
Герко Схредер  (нід. Gerco Schröder, 28 липня 1978) — нідерландський вершник, олімпійський медаліст.

## Виступи на Олімпіадах
| Олімпіада   | Дисципліна       | Місце              |
| ----------- | ---------------- | ------------------ |
| Афіни 2004  | конкур, особисті | =20 (кваліфікація) |
| Афіни 2004  | конкур, командні | 4                  |
| Пекін 2008  | конкур, особисті | =16                |
| Пекін 2008  | конкур, командні | 4                  |
| Лондон 2012 | конкур, особисті | 2                  |
| Лондон 2012 | конкур, командні | 2                  |

## Зовнішні посилання
- Досьє на sport.references.com [Архівовано 14 вересня 2011 у Wayback Machine.]